# Stay (Just a Little Bit Longer)
Stay (Just a Little Bit Longer) ist ein Doo-Wop-Song, der vom US-amerikanischen Pianisten und Songwriter Maurice Williams komponiert wurde, erstmals von Maurice Williams and the Zodiacs aufgenommen und 1960 als Single auf Herald Records (Herald 552) veröffentlicht wurde.

## Allgemeines
Den Song schrieb Williams 1953 angeblich im Alter von 15 Jahren, als er bei einem Rendezvous ein Mädchen dazu hatte überreden wollen, länger zu bleiben, als ihr ihre Eltern Ausgang gewährten. Da sie nicht blieb, habe er den Song geschrieben, dessen Text ihm regelrecht zugeflossen sei.
1960 nahmen Maurice Williams & the Zodiacs ein Demoband des Songs auf, das aber bei den örtlichen Schallplattenfirmen keine Aufmerksamkeit weckte. Erst Al Silvers von Herald Records in New York zeigte Interesse, bestand aber auf einer Neuaufnahme, da die technische Qualität des Demobandes mangelhaft sei. Nach der Veröffentlichung wurde der Song von dem einflussreichen Radiosender CKLW ins Programm aufgenommen. Die Single wurde am 3. Oktober 1960 erstmals in den Billboard Hot 100 notiert und belegte am 21. November 1960 für eine Woche Platz 1. In den R&B-Charts erreichte sie Platz 3.
Stay ist mit einer Dauer von 1 Minute und 39 Sekunden das kürzeste Lied, das jemals an der Spitze der US-Charts stand. Einen neuen Popularitätsschub erreichte der Song 1987, als er in den Soundtrack des Tanzfilmes Dirty Dancing aufgenommen wurde.
Die Bitburger Brauerei nutzte die Melodie von den 1990er-Jahren bis in die frühen 2010er-Jahre für ihre Werbespots.

## Coverversionen
Von Stay erschienen einige erfolgreiche Coverversionen, so 1963 von den Hollies, deren Aufnahme am 7. Dezember 1963 auf Platz 21 in die britischen Charts einstieg, dort Platz 8 erreichte und sich zehn Wochen in den Top 20 halten konnte.
In den USA erschien 1964 eine Coverversion der Four Seasons auf Vee Jay Records (Vee Jay 592), die sich am 15. Februar 1964 erstmals in den Billboard Hot 100 platzieren konnte, dort Platz 16 erreichte und elf Wochen unter den Top 100 notiert wurde.
1966 erreichte die italienische Beatband Equipe 84 mit ihrer Coverversion Resta Platz zwei der italienischen Charts. Der italienische Text stammte von Mogol.
1978 schrieb Jackson Browne einen neuen Text zu dem Song, in dem er sein Publikum bittet, noch zu bleiben, damit die Band weiter spielen könne. Die Falsettstimme bei dieser Aufnahme sang David Lindley, den weiblichen Part Rosemary Butler. Die Single (Asylum 45460) notierte erstmals am 10. Juni 1978 in den Hot 100, verblieb dort 15 Wochen und erreichte Platz 20.
Cyndi Lauper veröffentlichte den Song 2003 auf ihrem Album At Last. Georg Danzer schrieb einen deutschen Text zu diesem Lied, das auf dem Album Direkt erschien.